# Giro de Italia Femenino 2022
La 33.ª edición del Giro de Italia Femenino fue una carrera de ciclismo en ruta por etapas que se celebró entre el 30 de junio y el 10 de julio de 2022 con inicio en la ciudad de Cagliari y final en la ciudad de Padova en Italia. El recorrido constó de un total de 10 etapas sobre una distancia total de 1002,6 km.
La carrera hizo parte del UCI WorldTour Femenino 2022 dentro de la categoría 2.WWT y fue ganada por la neerlandesa Annemiek van Vleuten del Movistar Women. El podio lo completaron en segundo y tercer lugar respectivamente la italiana Marta Cavalli del FDJ-Nouvelle Aquitaine-Futuroscope y la española Mavi García del UAE Team ADQ.

## Equipos participantes
Tomarán la partida un total de 24 equipos, de los cuales 13 son de categoría UCI WorldTeam y 11 UCI Team Femenino, quienes conformaron un pelotón de 141 ciclistas de los cuales terminaron 113. Los equipos participantes fueron:
| translation for headoftableIII_translate index 58 not found (13)- Team BikeExchange-Jayco - Canyon-SRAM Racing - EF Education-TIBCO-SVB - FDJ Nouvelle Aquitaine Futuroscope - Team Jumbo-Visma - Liv Racing Xstra - Movistar Team - Roland Cogeas-Edelweiss Squad - Team DSM - SD Worx - Trek-Segafredo - UAE Team ADQ - Uno-X Pro Cycling Team UCI Women's continental teams (3)- Bizkaia-Durango - Ceratizit-WNT Pro Cycling - Colombia Tierra De Atletas-GW-Shimano Unknown team category (8)- Aromitalia-Basso Bikes-Vaiano - Bepink - Cofidis - Isolmant-Premac-Vittoria - Team Mendelspeck - Servetto-Makhymo-Beltrami TSA - Top Girls Fassa Bortolo - Valcar-Travel & Service |
| |

## Etapas
| Etapa      | Fecha     | Recorrido                                   | type                    | Distancia (km) | Desnivel (m) | Ganador              | Líder                |
| ---------- | --------- | ------------------------------------------- | ----------------------- | -------------- | ------------ | -------------------- | -------------------- |
| 1.ª etapa  | 30 de jun | Cagliari – Cagliari                         | contrarreloj individual | 4,7            | 25 m         | Kristen Faulkner     | Kristen Faulkner     |
| 2.ª etapa  | 1 de jul  | Villasimius – Tortolì                       | etapa llana             | 106,5          | 1181 m       | Elisa Balsamo        | Elisa Balsamo        |
| 3.ª etapa  | 2 de jul  | Cala Gonone – Olbia                         | etapa llana             | 112,7          | 703 m        | Marianne Vos         | Elisa Balsamo        |
| 4.ª etapa  | 4 de jul  | Cesena – Cesena                             | etapa escarpada         | 120,9          | 1811 m       | Annemiek van Vleuten | Annemiek van Vleuten |
| 5.ª etapa  | 5 de jul  | Carpi – Reggio Emilia                       | etapa llana             | 123,4          | 332 m        | Elisa Balsamo        | Annemiek van Vleuten |
| 6.ª etapa  | 6 de jul  | Sarnico – Bérgamo                           | etapa escarpada         | 114,7          | 1008 m       | Marianne Vos         | Annemiek van Vleuten |
| 7.ª etapa  | 7 de jul  | Prevalle – Passo del Maniva                 | etapa de montaña        | 113,4          | 2002 m       | Juliette Labous      | Annemiek van Vleuten |
| 8.ª etapa  | 8 de jul  | Rovereto – Aldeno                           | etapa de montaña        | 92,2           | 2333 m       | Annemiek van Vleuten | Annemiek van Vleuten |
| 9.ª etapa  | 9 de jul  | San Michele all'Adige – San Lorenzo Dorsino | etapa de montaña        | 112,8          | 3170 m       | Kristen Faulkner     | Annemiek van Vleuten |
| 10.ª etapa | 10 de jul | Abano Terme – Padua                         | etapa escarpada         | 90,5           | 440 m        | Chiara Consonni      | Annemiek van Vleuten |

## Desarrollo de la carrera

### 1.ª etapa
| Cagliari - Cagliari | contrarreloj individual | (4,7 km) |

| \| Clasificación de la etapa \| Clasificación de la etapa \| Clasificación de la etapa \| Clasificación de la etapa \| Clasificación de la etapa \| \| Ciclista \| Ciclista \| Equipo \| Tiempo \| \| \| ------------------------- \| ------------------------- \| ------------------------- \| ------------------------- \| ------------------------- \| \| 1.ª \| Kristen Faulkner \| Team BikeExchange-Jayco \| 5 min 46 s \| \| \| 2.ª \| Georgia Baker \| Team BikeExchange-Jayco \| + 4 s \| \| \| 3.ª \| Elisa Balsamo \| Trek-Segafredo \| + 6 s \| \| \| 4.ª \| Lotte Kopecky \| SD Worx \| + 6 s \| \| \| 5.ª \| Elisa Longo Borghini \| Trek-Segafredo \| + 9 s \| \| \| 6.ª \| Annemiek van Vleuten \| Movistar Team \| + 9 s \| \| \| 7.ª \| Lucinda Brand \| Trek-Segafredo \| + 10 s \| \| \| 8.ª \| Riejanne Markus \| Team Jumbo-Visma \| + 11 s \| \| \| 9.ª \| Leah Thomas \| Trek-Segafredo \| + 11 s \| \| \| 10.ª \| Anouska Helena Koster \| Team Jumbo-Visma \| + 11 s \| \| |                       |                         |            |
| |                       |                         |            |
| Fuente: ProCyclingStats |                       |                         |            |
| Clasificación de la etapa |                       |                         |            |
| Ciclista | Ciclista              | Equipo                  | Tiempo     |
| 1.ª | Kristen Faulkner      | Team BikeExchange-Jayco | 5 min 46 s |
| 2.ª | Georgia Baker         | Team BikeExchange-Jayco | + 4 s      |
| 3.ª | Elisa Balsamo         | Trek-Segafredo          | + 6 s      |
| 4.ª | Lotte Kopecky         | SD Worx                 | + 6 s      |
| 5.ª | Elisa Longo Borghini  | Trek-Segafredo          | + 9 s      |
| 6.ª | Annemiek van Vleuten  | Movistar Team           | + 9 s      |
| 7.ª | Lucinda Brand         | Trek-Segafredo          | + 10 s     |
| 8.ª | Riejanne Markus       | Team Jumbo-Visma        | + 11 s     |
| 9.ª | Leah Thomas           | Trek-Segafredo          | + 11 s     |
| 10.ª | Anouska Helena Koster | Team Jumbo-Visma        | + 11 s     |

| \| Clasificación general \| Clasificación general \| Clasificación general \| Clasificación general \| Clasificación general \| \| Ciclista \| Ciclista \| Equipo \| Tiempo \| \| \| --------------------- \| --------------------- \| ----------------------- \| --------------------- \| --------------------- \| \| 1.ª \| Kristen Faulkner \| Team BikeExchange-Jayco \| 5 min 46 s \| \| \| 2.ª \| Georgia Baker \| Team BikeExchange-Jayco \| + 4 s \| \| \| 3.ª \| Elisa Balsamo \| Trek-Segafredo \| + 6 s \| \| \| 4.ª \| Lotte Kopecky \| SD Worx \| + 6 s \| \| \| 5.ª \| Elisa Longo Borghini \| Trek-Segafredo \| + 9 s \| \| \| 6.ª \| Annemiek van Vleuten \| Movistar Team \| + 10 s \| \| \| 7.ª \| Lucinda Brand \| Trek-Segafredo \| + 10 s \| \| \| 8.ª \| Riejanne Markus \| Team Jumbo-Visma \| + 11 s \| \| \| 9.ª \| Leah Thomas \| Trek-Segafredo \| + 12 s \| \| \| 10.ª \| Anouska Helena Koster \| Team Jumbo-Visma \| + 12 s \| \| |                       |                         |            |
| |                       |                         |            |
| Fuente: ProCyclingStats |                       |                         |            |
| Clasificación general |                       |                         |            |
| Ciclista | Ciclista              | Equipo                  | Tiempo     |
| 1.ª | Kristen Faulkner      | Team BikeExchange-Jayco | 5 min 46 s |
| 2.ª | Georgia Baker         | Team BikeExchange-Jayco | + 4 s      |
| 3.ª | Elisa Balsamo         | Trek-Segafredo          | + 6 s      |
| 4.ª | Lotte Kopecky         | SD Worx                 | + 6 s      |
| 5.ª | Elisa Longo Borghini  | Trek-Segafredo          | + 9 s      |
| 6.ª | Annemiek van Vleuten  | Movistar Team           | + 10 s     |
| 7.ª | Lucinda Brand         | Trek-Segafredo          | + 10 s     |
| 8.ª | Riejanne Markus       | Team Jumbo-Visma        | + 11 s     |
| 9.ª | Leah Thomas           | Trek-Segafredo          | + 12 s     |
| 10.ª | Anouska Helena Koster | Team Jumbo-Visma        | + 12 s     |

### 2.ª etapa
| Villasimius - Tortolì | etapa llana | (106,5 km) |

| \| Clasificación de la etapa \| Clasificación de la etapa \| Clasificación de la etapa \| Clasificación de la etapa \| Clasificación de la etapa \| \| Ciclista \| Ciclista \| Equipo \| Tiempo \| \| \| ------------------------- \| ------------------------- \| ----------------------------- \| ------------------------- \| ------------------------- \| \| 1.ª \| Elisa Balsamo \| Trek-Segafredo \| 2 h 39 min 13 s \| \| \| 2.ª \| Marianne Vos \| Team Jumbo-Visma \| + 0 s \| \| \| 3.ª \| Charlotte Kool \| Team DSM \| + 0 s \| \| \| 4.ª \| Lotte Kopecky \| SD Worx \| + 0 s \| \| \| 5.ª \| Chiara Consonni \| Valcar-Travel & Service \| + 0 s \| \| \| 6.ª \| Isotta Barbieri \| Servetto-Makhymo-Beltrami TSA \| + 0 s \| \| \| 7.ª \| Georgia Baker \| Team BikeExchange-Jayco \| + 0 s \| \| \| 8.ª \| Marta Bastianelli \| UAE Team ADQ \| + 0 s \| \| \| 9.ª \| Silvia Zanardi \| Bepink \| + 0 s \| \| \| 10.ª \| Lea Teutenberg \| Ceratizit-WNT Pro Cycling \| + 0 s \| \| |                   |                               |                 |
| |                   |                               |                 |
| Fuente: ProCyclingStats |                   |                               |                 |
| Clasificación de la etapa |                   |                               |                 |
| Ciclista | Ciclista          | Equipo                        | Tiempo          |
| 1.ª | Elisa Balsamo     | Trek-Segafredo                | 2 h 39 min 13 s |
| 2.ª | Marianne Vos      | Team Jumbo-Visma              | + 0 s           |
| 3.ª | Charlotte Kool    | Team DSM                      | + 0 s           |
| 4.ª | Lotte Kopecky     | SD Worx                       | + 0 s           |
| 5.ª | Chiara Consonni   | Valcar-Travel & Service       | + 0 s           |
| 6.ª | Isotta Barbieri   | Servetto-Makhymo-Beltrami TSA | + 0 s           |
| 7.ª | Georgia Baker     | Team BikeExchange-Jayco       | + 0 s           |
| 8.ª | Marta Bastianelli | UAE Team ADQ                  | + 0 s           |
| 9.ª | Silvia Zanardi    | Bepink                        | + 0 s           |
| 10.ª | Lea Teutenberg    | Ceratizit-WNT Pro Cycling     | + 0 s           |

| \| Clasificación general \| Clasificación general \| Clasificación general \| Clasificación general \| Clasificación general \| \| Ciclista \| Ciclista \| Equipo \| Tiempo \| \| \| --------------------- \| --------------------- \| ----------------------- \| --------------------- \| --------------------- \| \| 1.ª \| Elisa Balsamo \| Trek-Segafredo \| 2 h 44 min 54 s \| \| \| 2.ª \| Georgia Baker \| Team BikeExchange-Jayco \| + 9 s \| \| \| 3.ª \| Lotte Kopecky \| SD Worx \| + 10 s \| \| \| 4.ª \| Marianne Vos \| Team Jumbo-Visma \| + 12 s \| \| \| 5.ª \| Elisa Longo Borghini \| Trek-Segafredo \| + 15 s \| \| \| 6.ª \| Emma Norsgaard \| Movistar Team \| + 18 s \| \| \| 7.ª \| Kristen Faulkner \| Team BikeExchange-Jayco \| + 19 s \| \| \| 8.ª \| Charlotte Kool \| Team DSM \| + 21 s \| \| \| 9.ª \| Lucinda Brand \| Trek-Segafredo \| + 23 s \| \| \| 10.ª \| Annemiek van Vleuten \| Movistar Team \| + 23 s \| \| |                      |                         |                 |
| |                      |                         |                 |
| Fuente: ProCyclingStats |                      |                         |                 |
| Clasificación general |                      |                         |                 |
| Ciclista | Ciclista             | Equipo                  | Tiempo          |
| 1.ª | Elisa Balsamo        | Trek-Segafredo          | 2 h 44 min 54 s |
| 2.ª | Georgia Baker        | Team BikeExchange-Jayco | + 9 s           |
| 3.ª | Lotte Kopecky        | SD Worx                 | + 10 s          |
| 4.ª | Marianne Vos         | Team Jumbo-Visma        | + 12 s          |
| 5.ª | Elisa Longo Borghini | Trek-Segafredo          | + 15 s          |
| 6.ª | Emma Norsgaard       | Movistar Team           | + 18 s          |
| 7.ª | Kristen Faulkner     | Team BikeExchange-Jayco | + 19 s          |
| 8.ª | Charlotte Kool       | Team DSM                | + 21 s          |
| 9.ª | Lucinda Brand        | Trek-Segafredo          | + 23 s          |
| 10.ª | Annemiek van Vleuten | Movistar Team           | + 23 s          |

### 3.ª etapa
| Cala Gonone - Olbia | etapa llana | (112,7 km) |

| \| Clasificación de la etapa \| Clasificación de la etapa \| Clasificación de la etapa \| Clasificación de la etapa \| Clasificación de la etapa \| \| Ciclista \| Ciclista \| Equipo \| Tiempo \| \| \| ------------------------- \| ------------------------- \| ------------------------- \| ------------------------- \| ------------------------- \| \| 1.ª \| Marianne Vos \| Team Jumbo-Visma \| 2 h 48 min 22 s \| \| \| 2.ª \| Charlotte Kool \| Team DSM \| + 0 s \| \| \| 3.ª \| Elisa Balsamo \| Trek-Segafredo \| + 0 s \| \| \| 4.ª \| Rachele Barbieri \| Liv Racing Xstra \| + 0 s \| \| \| 5.ª \| Sofia Bertizzolo \| UAE Team ADQ \| + 0 s \| \| \| 6.ª \| Lotte Kopecky \| SD Worx \| + 0 s \| \| \| 7.ª \| Emma Norsgaard \| Movistar Team \| + 0 s \| \| \| 8.ª \| Silvia Zanardi \| Bepink \| + 0 s \| \| \| 9.ª \| Georgia Baker \| Team BikeExchange-Jayco \| + 0 s \| \| \| 10.ª \| Chiara Consonni \| Valcar-Travel & Service \| + 0 s \| \| |                  |                         |                 |
| |                  |                         |                 |
| Fuente: ProCyclingStats |                  |                         |                 |
| Clasificación de la etapa |                  |                         |                 |
| Ciclista | Ciclista         | Equipo                  | Tiempo          |
| 1.ª | Marianne Vos     | Team Jumbo-Visma        | 2 h 48 min 22 s |
| 2.ª | Charlotte Kool   | Team DSM                | + 0 s           |
| 3.ª | Elisa Balsamo    | Trek-Segafredo          | + 0 s           |
| 4.ª | Rachele Barbieri | Liv Racing Xstra        | + 0 s           |
| 5.ª | Sofia Bertizzolo | UAE Team ADQ            | + 0 s           |
| 6.ª | Lotte Kopecky    | SD Worx                 | + 0 s           |
| 7.ª | Emma Norsgaard   | Movistar Team           | + 0 s           |
| 8.ª | Silvia Zanardi   | Bepink                  | + 0 s           |
| 9.ª | Georgia Baker    | Team BikeExchange-Jayco | + 0 s           |
| 10.ª | Chiara Consonni  | Valcar-Travel & Service | + 0 s           |

| \| Clasificación general \| Clasificación general \| Clasificación general \| Clasificación general \| Clasificación general \| \| Ciclista \| Ciclista \| Equipo \| Tiempo \| \| \| --------------------- \| --------------------- \| ----------------------- \| --------------------- \| --------------------- \| \| 1.ª \| Elisa Balsamo \| Trek-Segafredo \| 5 h 33 min 12 s \| \| \| 2.ª \| Marianne Vos \| Team Jumbo-Visma \| + 6 s \| \| \| 3.ª \| Georgia Baker \| Team BikeExchange-Jayco \| + 12 s \| \| \| 4.ª \| Kristen Faulkner \| Team BikeExchange-Jayco \| + 14 s \| \| \| 5.ª \| Lotte Kopecky \| SD Worx \| + 14 s \| \| \| 6.ª \| Elisa Longo Borghini \| Trek-Segafredo \| + 17 s \| \| \| 7.ª \| Annemiek van Vleuten \| Movistar Team \| + 18 s \| \| \| 8.ª \| Charlotte Kool \| Team DSM \| + 19 s \| \| \| 9.ª \| Emma Norsgaard \| Movistar Team \| + 20 s \| \| \| 10.ª \| Lucinda Brand \| Trek-Segafredo \| + 24 s \| \| |                      |                         |                 |
| |                      |                         |                 |
| Fuente: ProCyclingStats |                      |                         |                 |
| Clasificación general |                      |                         |                 |
| Ciclista | Ciclista             | Equipo                  | Tiempo          |
| 1.ª | Elisa Balsamo        | Trek-Segafredo          | 5 h 33 min 12 s |
| 2.ª | Marianne Vos         | Team Jumbo-Visma        | + 6 s           |
| 3.ª | Georgia Baker        | Team BikeExchange-Jayco | + 12 s          |
| 4.ª | Kristen Faulkner     | Team BikeExchange-Jayco | + 14 s          |
| 5.ª | Lotte Kopecky        | SD Worx                 | + 14 s          |
| 6.ª | Elisa Longo Borghini | Trek-Segafredo          | + 17 s          |
| 7.ª | Annemiek van Vleuten | Movistar Team           | + 18 s          |
| 8.ª | Charlotte Kool       | Team DSM                | + 19 s          |
| 9.ª | Emma Norsgaard       | Movistar Team           | + 20 s          |
| 10.ª | Lucinda Brand        | Trek-Segafredo          | + 24 s          |

### 4.ª etapa
| Cesena - Cesena | etapa escarpada | (120,9 km) |

| \| Clasificación de la etapa \| Clasificación de la etapa \| Clasificación de la etapa \| Clasificación de la etapa \| Clasificación de la etapa \| \| Ciclista \| Ciclista \| Equipo \| Tiempo \| \| \| ------------------------- \| ------------------------- \| ---------------------------------- \| ------------------------- \| ------------------------- \| \| 1.ª \| Annemiek van Vleuten \| Movistar Team \| 3 h 13 min 13 s \| \| \| 2.ª \| Mavi García \| UAE Team ADQ \| + 1 s \| \| \| 3.ª \| Marta Cavalli \| FDJ-Nouvelle Aquitaine-Futuroscope \| + 43 s \| \| \| 4.ª \| Silvia Persico \| Valcar-Travel & Service \| + 4 min 51 s \| \| \| 5.ª \| Amanda Spratt \| Team BikeExchange-Jayco \| + 4 min 51 s \| \| \| 6.ª \| Elisa Longo Borghini \| Trek-Segafredo \| + 4 min 51 s \| \| \| 7.ª \| Elise Chabbey \| Canyon-SRAM Racing \| + 4 min 51 s \| \| \| 8.ª \| Erica Magnaldi \| UAE Team ADQ \| + 4 min 51 s \| \| \| 9.ª \| Cecilie Uttrup Ludwig \| FDJ-Nouvelle Aquitaine-Futuroscope \| + 4 min 51 s \| \| \| 10.ª \| Niamh Fisher-Black \| SD Worx \| + 4 min 51 s \| \| |                       |                                    |                 |
| |                       |                                    |                 |
| Fuente: ProCyclingStats |                       |                                    |                 |
| Clasificación de la etapa |                       |                                    |                 |
| Ciclista | Ciclista              | Equipo                             | Tiempo          |
| 1.ª | Annemiek van Vleuten  | Movistar Team                      | 3 h 13 min 13 s |
| 2.ª | Mavi García           | UAE Team ADQ                       | + 1 s           |
| 3.ª | Marta Cavalli         | FDJ-Nouvelle Aquitaine-Futuroscope | + 43 s          |
| 4.ª | Silvia Persico        | Valcar-Travel & Service            | + 4 min 51 s    |
| 5.ª | Amanda Spratt         | Team BikeExchange-Jayco            | + 4 min 51 s    |
| 6.ª | Elisa Longo Borghini  | Trek-Segafredo                     | + 4 min 51 s    |
| 7.ª | Elise Chabbey         | Canyon-SRAM Racing                 | + 4 min 51 s    |
| 8.ª | Erica Magnaldi        | UAE Team ADQ                       | + 4 min 51 s    |
| 9.ª | Cecilie Uttrup Ludwig | FDJ-Nouvelle Aquitaine-Futuroscope | + 4 min 51 s    |
| 10.ª | Niamh Fisher-Black    | SD Worx                            | + 4 min 51 s    |

| \| Clasificación general \| Clasificación general \| Clasificación general \| Clasificación general \| Clasificación general \| \| Ciclista \| Ciclista \| Equipo \| Tiempo \| \| \| --------------------- \| --------------------- \| ---------------------------------- \| --------------------- \| --------------------- \| \| 1.ª \| Annemiek van Vleuten \| Movistar Team \| 8 h 46 min 33 s \| \| \| 2.ª \| Mavi García \| UAE Team ADQ \| + 25 s \| \| \| 3.ª \| Marta Cavalli \| FDJ-Nouvelle Aquitaine-Futuroscope \| + 57 s \| \| \| 4.ª \| Elisa Longo Borghini \| Trek-Segafredo \| + 5 min 00 s \| \| \| 5.ª \| Cecilie Uttrup Ludwig \| FDJ-Nouvelle Aquitaine-Futuroscope \| + 5 min 13 s \| \| \| 6.ª \| Amanda Spratt \| Team BikeExchange-Jayco \| + 5 min 14 s \| \| \| 7.ª \| Elise Chabbey \| Canyon-SRAM Racing \| + 5 min 21 s \| \| \| 8.ª \| Niamh Fisher-Black \| SD Worx \| + 5 min 28 s \| \| \| 9.ª \| Évita Muzic \| FDJ-Nouvelle Aquitaine-Futuroscope \| + 5 min 29 s \| \| \| 10.ª \| Silvia Persico \| Valcar-Travel & Service \| + 5 min 29 s \| \| |                       |                                    |                 |
| |                       |                                    |                 |
| Fuente: ProCyclingStats |                       |                                    |                 |
| Clasificación general |                       |                                    |                 |
| Ciclista | Ciclista              | Equipo                             | Tiempo          |
| 1.ª | Annemiek van Vleuten  | Movistar Team                      | 8 h 46 min 33 s |
| 2.ª | Mavi García           | UAE Team ADQ                       | + 25 s          |
| 3.ª | Marta Cavalli         | FDJ-Nouvelle Aquitaine-Futuroscope | + 57 s          |
| 4.ª | Elisa Longo Borghini  | Trek-Segafredo                     | + 5 min 00 s    |
| 5.ª | Cecilie Uttrup Ludwig | FDJ-Nouvelle Aquitaine-Futuroscope | + 5 min 13 s    |
| 6.ª | Amanda Spratt         | Team BikeExchange-Jayco            | + 5 min 14 s    |
| 7.ª | Elise Chabbey         | Canyon-SRAM Racing                 | + 5 min 21 s    |
| 8.ª | Niamh Fisher-Black    | SD Worx                            | + 5 min 28 s    |
| 9.ª | Évita Muzic           | FDJ-Nouvelle Aquitaine-Futuroscope | + 5 min 29 s    |
| 10.ª | Silvia Persico        | Valcar-Travel & Service            | + 5 min 29 s    |

### 5.ª etapa
| Carpi - Reggio Emilia | etapa llana | (123,4 km) |

| \| Clasificación de la etapa \| Clasificación de la etapa \| Clasificación de la etapa \| Clasificación de la etapa \| Clasificación de la etapa \| \| Ciclista \| Ciclista \| Equipo \| Tiempo \| \| \| ------------------------- \| ------------------------- \| ---------------------------------- \| ------------------------- \| ------------------------- \| \| 1.ª \| Elisa Balsamo \| Trek-Segafredo \| 3 h 05 min 02 s \| \| \| 2.ª \| Charlotte Kool \| Team DSM \| + 0 s \| \| \| 3.ª \| Marianne Vos \| Team Jumbo-Visma \| + 0 s \| \| \| 4.ª \| Chiara Consonni \| Valcar-Travel & Service \| + 0 s \| \| \| 5.ª \| Marta Bastianelli \| UAE Team ADQ \| + 0 s \| \| \| 6.ª \| Arlenis Sierra \| Movistar Team \| + 0 s \| \| \| 7.ª \| Rachele Barbieri \| Liv Racing Xstra \| + 0 s \| \| \| 8.ª \| Clara Copponi \| FDJ-Nouvelle Aquitaine-Futuroscope \| + 0 s \| \| \| 9.ª \| Emanuela Zanetti \| Isolmant-Premac-Vittoria \| + 0 s \| \| \| 10.ª \| Lea Teutenberg \| Ceratizit-WNT Pro Cycling \| + 0 s \| \| |                   |                                    |                 |
| |                   |                                    |                 |
| Fuente: ProCyclingStats |                   |                                    |                 |
| Clasificación de la etapa |                   |                                    |                 |
| Ciclista | Ciclista          | Equipo                             | Tiempo          |
| 1.ª | Elisa Balsamo     | Trek-Segafredo                     | 3 h 05 min 02 s |
| 2.ª | Charlotte Kool    | Team DSM                           | + 0 s           |
| 3.ª | Marianne Vos      | Team Jumbo-Visma                   | + 0 s           |
| 4.ª | Chiara Consonni   | Valcar-Travel & Service            | + 0 s           |
| 5.ª | Marta Bastianelli | UAE Team ADQ                       | + 0 s           |
| 6.ª | Arlenis Sierra    | Movistar Team                      | + 0 s           |
| 7.ª | Rachele Barbieri  | Liv Racing Xstra                   | + 0 s           |
| 8.ª | Clara Copponi     | FDJ-Nouvelle Aquitaine-Futuroscope | + 0 s           |
| 9.ª | Emanuela Zanetti  | Isolmant-Premac-Vittoria           | + 0 s           |
| 10.ª | Lea Teutenberg    | Ceratizit-WNT Pro Cycling          | + 0 s           |

| \| Clasificación general \| Clasificación general \| Clasificación general \| Clasificación general \| Clasificación general \| \| Ciclista \| Ciclista \| Equipo \| Tiempo \| \| \| --------------------- \| --------------------- \| ---------------------------------- \| --------------------- \| --------------------- \| \| 1.ª \| Annemiek van Vleuten \| Movistar Team \| 11 h 51 min 35 s \| \| \| 2.ª \| Mavi García \| UAE Team ADQ \| + 25 s \| \| \| 3.ª \| Marta Cavalli \| FDJ-Nouvelle Aquitaine-Futuroscope \| + 57 s \| \| \| 4.ª \| Elisa Longo Borghini \| Trek-Segafredo \| + 5 min 00 s \| \| \| 5.ª \| Cecilie Uttrup Ludwig \| FDJ-Nouvelle Aquitaine-Futuroscope \| + 5 min 13 s \| \| \| 6.ª \| Amanda Spratt \| Team BikeExchange-Jayco \| + 5 min 14 s \| \| \| 7.ª \| Elise Chabbey \| Canyon-SRAM Racing \| + 5 min 21 s \| \| \| 8.ª \| Niamh Fisher-Black \| SD Worx \| + 5 min 28 s \| \| \| 9.ª \| Évita Muzic \| FDJ-Nouvelle Aquitaine-Futuroscope \| + 5 min 29 s \| \| \| 10.ª \| Silvia Persico \| Valcar-Travel & Service \| + 5 min 29 s \| \| |                       |                                    |                  |
| |                       |                                    |                  |
| Fuente: ProCyclingStats |                       |                                    |                  |
| Clasificación general |                       |                                    |                  |
| Ciclista | Ciclista              | Equipo                             | Tiempo           |
| 1.ª | Annemiek van Vleuten  | Movistar Team                      | 11 h 51 min 35 s |
| 2.ª | Mavi García           | UAE Team ADQ                       | + 25 s           |
| 3.ª | Marta Cavalli         | FDJ-Nouvelle Aquitaine-Futuroscope | + 57 s           |
| 4.ª | Elisa Longo Borghini  | Trek-Segafredo                     | + 5 min 00 s     |
| 5.ª | Cecilie Uttrup Ludwig | FDJ-Nouvelle Aquitaine-Futuroscope | + 5 min 13 s     |
| 6.ª | Amanda Spratt         | Team BikeExchange-Jayco            | + 5 min 14 s     |
| 7.ª | Elise Chabbey         | Canyon-SRAM Racing                 | + 5 min 21 s     |
| 8.ª | Niamh Fisher-Black    | SD Worx                            | + 5 min 28 s     |
| 9.ª | Évita Muzic           | FDJ-Nouvelle Aquitaine-Futuroscope | + 5 min 29 s     |
| 10.ª | Silvia Persico        | Valcar-Travel & Service            | + 5 min 29 s     |

### 6.ª etapa
| Sarnico - Bérgamo | etapa escarpada | (114,7 km) |

| \| Clasificación de la etapa \| Clasificación de la etapa \| Clasificación de la etapa \| Clasificación de la etapa \| Clasificación de la etapa \| \| Ciclista \| Ciclista \| Equipo \| Tiempo \| \| \| ------------------------- \| ------------------------- \| ---------------------------------- \| ------------------------- \| ------------------------- \| \| 1.ª \| Marianne Vos \| Team Jumbo-Visma \| 2 h 58 min 30 s \| \| \| 2.ª \| Lotte Kopecky \| SD Worx \| + 0 s \| \| \| 3.ª \| Silvia Persico \| Valcar-Travel & Service \| + 0 s \| \| \| 4.ª \| Kristen Faulkner \| Team BikeExchange-Jayco \| + 0 s \| \| \| 5.ª \| Amanda Spratt \| Team BikeExchange-Jayco \| + 0 s \| \| \| 6.ª \| Annemiek van Vleuten \| Movistar Team \| + 0 s \| \| \| 7.ª \| Marta Cavalli \| FDJ-Nouvelle Aquitaine-Futuroscope \| + 0 s \| \| \| 8.ª \| Mavi García \| UAE Team ADQ \| + 0 s \| \| \| 9.ª \| Elisa Longo Borghini \| Trek-Segafredo \| + 0 s \| \| \| 10.ª \| Cecilie Uttrup Ludwig \| FDJ-Nouvelle Aquitaine-Futuroscope \| + 0 s \| \| |                       |                                    |                 |
| |                       |                                    |                 |
| Fuente: ProCyclingStats |                       |                                    |                 |
| Clasificación de la etapa |                       |                                    |                 |
| Ciclista | Ciclista              | Equipo                             | Tiempo          |
| 1.ª | Marianne Vos          | Team Jumbo-Visma                   | 2 h 58 min 30 s |
| 2.ª | Lotte Kopecky         | SD Worx                            | + 0 s           |
| 3.ª | Silvia Persico        | Valcar-Travel & Service            | + 0 s           |
| 4.ª | Kristen Faulkner      | Team BikeExchange-Jayco            | + 0 s           |
| 5.ª | Amanda Spratt         | Team BikeExchange-Jayco            | + 0 s           |
| 6.ª | Annemiek van Vleuten  | Movistar Team                      | + 0 s           |
| 7.ª | Marta Cavalli         | FDJ-Nouvelle Aquitaine-Futuroscope | + 0 s           |
| 8.ª | Mavi García           | UAE Team ADQ                       | + 0 s           |
| 9.ª | Elisa Longo Borghini  | Trek-Segafredo                     | + 0 s           |
| 10.ª | Cecilie Uttrup Ludwig | FDJ-Nouvelle Aquitaine-Futuroscope | + 0 s           |

| \| Clasificación general \| Clasificación general \| Clasificación general \| Clasificación general \| Clasificación general \| \| Ciclista \| Ciclista \| Equipo \| Tiempo \| \| \| --------------------- \| --------------------- \| ---------------------------------- \| --------------------- \| --------------------- \| \| 1.ª \| Annemiek van Vleuten \| Movistar Team \| 14 h 50 min 05 s \| \| \| 2.ª \| Mavi García \| UAE Team ADQ \| + 25 s \| \| \| 3.ª \| Marta Cavalli \| FDJ-Nouvelle Aquitaine-Futuroscope \| + 54 s \| \| \| 4.ª \| Elisa Longo Borghini \| Trek-Segafredo \| + 5 min 00 s \| \| \| 5.ª \| Cecilie Uttrup Ludwig \| FDJ-Nouvelle Aquitaine-Futuroscope \| + 5 min 13 s \| \| \| 6.ª \| Amanda Spratt \| Team BikeExchange-Jayco \| + 5 min 14 s \| \| \| 7.ª \| Silvia Persico \| Valcar-Travel & Service \| + 5 min 25 s \| \| \| 8.ª \| Niamh Fisher-Black \| SD Worx \| + 5 min 28 s \| \| \| 9.ª \| Elise Chabbey \| Canyon-SRAM Racing \| + 5 min 45 s \| \| \| 10.ª \| Évita Muzic \| FDJ-Nouvelle Aquitaine-Futuroscope \| + 5 min 55 s \| \| |                       |                                    |                  |
| |                       |                                    |                  |
| Fuente: ProCyclingStats |                       |                                    |                  |
| Clasificación general |                       |                                    |                  |
| Ciclista | Ciclista              | Equipo                             | Tiempo           |
| 1.ª | Annemiek van Vleuten  | Movistar Team                      | 14 h 50 min 05 s |
| 2.ª | Mavi García           | UAE Team ADQ                       | + 25 s           |
| 3.ª | Marta Cavalli         | FDJ-Nouvelle Aquitaine-Futuroscope | + 54 s           |
| 4.ª | Elisa Longo Borghini  | Trek-Segafredo                     | + 5 min 00 s     |
| 5.ª | Cecilie Uttrup Ludwig | FDJ-Nouvelle Aquitaine-Futuroscope | + 5 min 13 s     |
| 6.ª | Amanda Spratt         | Team BikeExchange-Jayco            | + 5 min 14 s     |
| 7.ª | Silvia Persico        | Valcar-Travel & Service            | + 5 min 25 s     |
| 8.ª | Niamh Fisher-Black    | SD Worx                            | + 5 min 28 s     |
| 9.ª | Elise Chabbey         | Canyon-SRAM Racing                 | + 5 min 45 s     |
| 10.ª | Évita Muzic           | FDJ-Nouvelle Aquitaine-Futuroscope | + 5 min 55 s     |

### 7.ª etapa
| Prevalle - Passo del Maniva | etapa de montaña | (113,4 km) |

| \| Clasificación de la etapa \| Clasificación de la etapa \| Clasificación de la etapa \| Clasificación de la etapa \| Clasificación de la etapa \| \| Ciclista \| Ciclista \| Equipo \| Tiempo \| \| \| ------------------------- \| ------------------------- \| ---------------------------------- \| ------------------------- \| ------------------------- \| \| 1.ª \| Juliette Labous \| Team DSM \| 3 h 22 min 36 s \| \| \| 2.ª \| Annemiek van Vleuten \| Movistar Team \| + 1 min 37 s \| \| \| 3.ª \| Mavi García \| UAE Team ADQ \| + 1 min 41 s \| \| \| 4.ª \| Marta Cavalli \| FDJ-Nouvelle Aquitaine-Futuroscope \| + 1 min 47 s \| \| \| 5.ª \| Elisa Longo Borghini \| Trek-Segafredo \| + 1 min 50 s \| \| \| 6.ª \| Niamh Fisher-Black \| SD Worx \| + 1 min 57 s \| \| \| 7.ª \| Gaia Realini \| Isolmant-Premac-Vittoria \| + 2 min 13 s \| \| \| 8.ª \| Amanda Spratt \| Team BikeExchange-Jayco \| + 2 min 29 s \| \| \| 9.ª \| Clara Koppenburg \| Cofidis \| + 2 min 37 s \| \| \| 10.ª \| Silvia Persico \| Valcar-Travel & Service \| + 2 min 39 s \| \| |                      |                                    |                 |
| |                      |                                    |                 |
| Fuente: ProCyclingStats |                      |                                    |                 |
| Clasificación de la etapa |                      |                                    |                 |
| Ciclista | Ciclista             | Equipo                             | Tiempo          |
| 1.ª | Juliette Labous      | Team DSM                           | 3 h 22 min 36 s |
| 2.ª | Annemiek van Vleuten | Movistar Team                      | + 1 min 37 s    |
| 3.ª | Mavi García          | UAE Team ADQ                       | + 1 min 41 s    |
| 4.ª | Marta Cavalli        | FDJ-Nouvelle Aquitaine-Futuroscope | + 1 min 47 s    |
| 5.ª | Elisa Longo Borghini | Trek-Segafredo                     | + 1 min 50 s    |
| 6.ª | Niamh Fisher-Black   | SD Worx                            | + 1 min 57 s    |
| 7.ª | Gaia Realini         | Isolmant-Premac-Vittoria           | + 2 min 13 s    |
| 8.ª | Amanda Spratt        | Team BikeExchange-Jayco            | + 2 min 29 s    |
| 9.ª | Clara Koppenburg     | Cofidis                            | + 2 min 37 s    |
| 10.ª | Silvia Persico       | Valcar-Travel & Service            | + 2 min 39 s    |

| \| Clasificación general \| Clasificación general \| Clasificación general \| Clasificación general \| Clasificación general \| \| Ciclista \| Ciclista \| Equipo \| Tiempo \| \| \| --------------------- \| --------------------- \| ---------------------------------- \| --------------------- \| --------------------- \| \| 1.ª \| Annemiek van Vleuten \| Movistar Team \| 18 h 14 min 12 s \| \| \| 2.ª \| Mavi García \| UAE Team ADQ \| + 31 s \| \| \| 3.ª \| Marta Cavalli \| FDJ-Nouvelle Aquitaine-Futuroscope \| + 1 min 10 s \| \| \| 4.ª \| Elisa Longo Borghini \| Trek-Segafredo \| + 5 min 19 s \| \| \| 5.ª \| Niamh Fisher-Black \| SD Worx \| + 5 min 54 s \| \| \| 6.ª \| Amanda Spratt \| Team BikeExchange-Jayco \| + 6 min 12 s \| \| \| 7.ª \| Cecilie Uttrup Ludwig \| FDJ-Nouvelle Aquitaine-Futuroscope \| + 6 min 22 s \| \| \| 8.ª \| Silvia Persico \| Valcar-Travel & Service \| + 6 min 33 s \| \| \| 9.ª \| Erica Magnaldi \| UAE Team ADQ \| + 8 min 25 s \| \| \| 10.ª \| Elise Chabbey \| Canyon-SRAM Racing \| + 8 min 30 s \| \| |                       |                                    |                  |
| |                       |                                    |                  |
| Fuente: ProCyclingStats |                       |                                    |                  |
| Clasificación general |                       |                                    |                  |
| Ciclista | Ciclista              | Equipo                             | Tiempo           |
| 1.ª | Annemiek van Vleuten  | Movistar Team                      | 18 h 14 min 12 s |
| 2.ª | Mavi García           | UAE Team ADQ                       | + 31 s           |
| 3.ª | Marta Cavalli         | FDJ-Nouvelle Aquitaine-Futuroscope | + 1 min 10 s     |
| 4.ª | Elisa Longo Borghini  | Trek-Segafredo                     | + 5 min 19 s     |
| 5.ª | Niamh Fisher-Black    | SD Worx                            | + 5 min 54 s     |
| 6.ª | Amanda Spratt         | Team BikeExchange-Jayco            | + 6 min 12 s     |
| 7.ª | Cecilie Uttrup Ludwig | FDJ-Nouvelle Aquitaine-Futuroscope | + 6 min 22 s     |
| 8.ª | Silvia Persico        | Valcar-Travel & Service            | + 6 min 33 s     |
| 9.ª | Erica Magnaldi        | UAE Team ADQ                       | + 8 min 25 s     |
| 10.ª | Elise Chabbey         | Canyon-SRAM Racing                 | + 8 min 30 s     |

### 8.ª etapa
| Rovereto - Aldeno | etapa de montaña | (92,2 km) |

| \| Clasificación de la etapa \| Clasificación de la etapa \| Clasificación de la etapa \| Clasificación de la etapa \| Clasificación de la etapa \| \| Ciclista \| Ciclista \| Equipo \| Tiempo \| \| \| ------------------------- \| ------------------------- \| ---------------------------------- \| ------------------------- \| ------------------------- \| \| 1.ª \| Annemiek van Vleuten \| Movistar Team \| 3 h 03 min 16 s \| \| \| 2.ª \| Marta Cavalli \| FDJ-Nouvelle Aquitaine-Futuroscope \| + 59 s \| \| \| 3.ª \| Elisa Longo Borghini \| Trek-Segafredo \| + 1 min 38 s \| \| \| 4.ª \| Kristen Faulkner \| Team BikeExchange-Jayco \| + 1 min 45 s \| \| \| 5.ª \| Niamh Fisher-Black \| SD Worx \| + 3 min 01 s \| \| \| 6.ª \| Mavi García \| UAE Team ADQ \| + 3 min 01 s \| \| \| 7.ª \| Juliette Labous \| Team DSM \| + 3 min 01 s \| \| \| 8.ª \| Cecilie Uttrup Ludwig \| FDJ-Nouvelle Aquitaine-Futuroscope \| + 3 min 01 s \| \| \| 9.ª \| Neve Bradbury \| Canyon-SRAM Racing \| + 3 min 10 s \| \| \| 10.ª \| Silvia Persico \| Valcar-Travel & Service \| + 3 min 59 s \| \| |                       |                                    |                 |
| |                       |                                    |                 |
| Fuente: ProCyclingStats |                       |                                    |                 |
| Clasificación de la etapa |                       |                                    |                 |
| Ciclista | Ciclista              | Equipo                             | Tiempo          |
| 1.ª | Annemiek van Vleuten  | Movistar Team                      | 3 h 03 min 16 s |
| 2.ª | Marta Cavalli         | FDJ-Nouvelle Aquitaine-Futuroscope | + 59 s          |
| 3.ª | Elisa Longo Borghini  | Trek-Segafredo                     | + 1 min 38 s    |
| 4.ª | Kristen Faulkner      | Team BikeExchange-Jayco            | + 1 min 45 s    |
| 5.ª | Niamh Fisher-Black    | SD Worx                            | + 3 min 01 s    |
| 6.ª | Mavi García           | UAE Team ADQ                       | + 3 min 01 s    |
| 7.ª | Juliette Labous       | Team DSM                           | + 3 min 01 s    |
| 8.ª | Cecilie Uttrup Ludwig | FDJ-Nouvelle Aquitaine-Futuroscope | + 3 min 01 s    |
| 9.ª | Neve Bradbury         | Canyon-SRAM Racing                 | + 3 min 10 s    |
| 10.ª | Silvia Persico        | Valcar-Travel & Service            | + 3 min 59 s    |

| \| Clasificación general \| Clasificación general \| Clasificación general \| Clasificación general \| Clasificación general \| \| Ciclista \| Ciclista \| Equipo \| Tiempo \| \| \| --------------------- \| --------------------- \| ---------------------------------- \| --------------------- \| --------------------- \| \| 1.ª \| Annemiek van Vleuten \| Movistar Team \| 21 h 17 min 18 s \| \| \| 2.ª \| Marta Cavalli \| FDJ-Nouvelle Aquitaine-Futuroscope \| + 2 min 13 s \| \| \| 3.ª \| Mavi García \| UAE Team ADQ \| + 3 min 42 s \| \| \| 4.ª \| Elisa Longo Borghini \| Trek-Segafredo \| + 7 min 03 s \| \| \| 5.ª \| Niamh Fisher-Black \| SD Worx \| + 9 min 05 s \| \| \| 6.ª \| Cecilie Uttrup Ludwig \| FDJ-Nouvelle Aquitaine-Futuroscope \| + 9 min 33 s \| \| \| 7.ª \| Silvia Persico \| Valcar-Travel & Service \| + 10 min 41 s \| \| \| 8.ª \| Erica Magnaldi \| UAE Team ADQ \| + 12 min 35 s \| \| \| 9.ª \| Juliette Labous \| Team DSM \| + 13 min 25 s \| \| \| 10.ª \| Elise Chabbey \| Canyon-SRAM Racing \| + 13 min 29 s \| \| |                       |                                    |                  |
| |                       |                                    |                  |
| Fuente: ProCyclingStats |                       |                                    |                  |
| Clasificación general |                       |                                    |                  |
| Ciclista | Ciclista              | Equipo                             | Tiempo           |
| 1.ª | Annemiek van Vleuten  | Movistar Team                      | 21 h 17 min 18 s |
| 2.ª | Marta Cavalli         | FDJ-Nouvelle Aquitaine-Futuroscope | + 2 min 13 s     |
| 3.ª | Mavi García           | UAE Team ADQ                       | + 3 min 42 s     |
| 4.ª | Elisa Longo Borghini  | Trek-Segafredo                     | + 7 min 03 s     |
| 5.ª | Niamh Fisher-Black    | SD Worx                            | + 9 min 05 s     |
| 6.ª | Cecilie Uttrup Ludwig | FDJ-Nouvelle Aquitaine-Futuroscope | + 9 min 33 s     |
| 7.ª | Silvia Persico        | Valcar-Travel & Service            | + 10 min 41 s    |
| 8.ª | Erica Magnaldi        | UAE Team ADQ                       | + 12 min 35 s    |
| 9.ª | Juliette Labous       | Team DSM                           | + 13 min 25 s    |
| 10.ª | Elise Chabbey         | Canyon-SRAM Racing                 | + 13 min 29 s    |

### 9.ª etapa
| San Michele all'Adige - San Lorenzo Dorsino | etapa de montaña | (112,8 km) |

| \| Clasificación de la etapa \| Clasificación de la etapa \| Clasificación de la etapa \| Clasificación de la etapa \| Clasificación de la etapa \| \| Ciclista \| Ciclista \| Equipo \| Tiempo \| \| \| ------------------------- \| ------------------------- \| ---------------------------------- \| ------------------------- \| ------------------------- \| \| 1.ª \| Kristen Faulkner \| Team BikeExchange-Jayco \| 3 h 36 min 36 s \| \| \| 2.ª \| Marta Cavalli \| FDJ-Nouvelle Aquitaine-Futuroscope \| + 59 s \| \| \| 3.ª \| Elisa Longo Borghini \| Trek-Segafredo \| + 1 min 14 s \| \| \| 4.ª \| Annemiek van Vleuten \| Movistar Team \| + 1 min 14 s \| \| \| 5.ª \| Gaia Realini \| Isolmant-Premac-Vittoria \| + 1 min 44 s \| \| \| 6.ª \| Niamh Fisher-Black \| SD Worx \| + 3 min 35 s \| \| \| 7.ª \| Silvia Persico \| Valcar-Travel & Service \| + 3 min 35 s \| \| \| 8.ª \| Juliette Labous \| Team DSM \| + 3 min 38 s \| \| \| 9.ª \| Mavi García \| UAE Team ADQ \| + 3 min 42 s \| \| \| 10.ª \| Erica Magnaldi \| UAE Team ADQ \| + 4 min 06 s \| \| |                      |                                    |                 |
| |                      |                                    |                 |
| Fuente: ProCyclingStats |                      |                                    |                 |
| Clasificación de la etapa |                      |                                    |                 |
| Ciclista | Ciclista             | Equipo                             | Tiempo          |
| 1.ª | Kristen Faulkner     | Team BikeExchange-Jayco            | 3 h 36 min 36 s |
| 2.ª | Marta Cavalli        | FDJ-Nouvelle Aquitaine-Futuroscope | + 59 s          |
| 3.ª | Elisa Longo Borghini | Trek-Segafredo                     | + 1 min 14 s    |
| 4.ª | Annemiek van Vleuten | Movistar Team                      | + 1 min 14 s    |
| 5.ª | Gaia Realini         | Isolmant-Premac-Vittoria           | + 1 min 44 s    |
| 6.ª | Niamh Fisher-Black   | SD Worx                            | + 3 min 35 s    |
| 7.ª | Silvia Persico       | Valcar-Travel & Service            | + 3 min 35 s    |
| 8.ª | Juliette Labous      | Team DSM                           | + 3 min 38 s    |
| 9.ª | Mavi García          | UAE Team ADQ                       | + 3 min 42 s    |
| 10.ª | Erica Magnaldi       | UAE Team ADQ                       | + 4 min 06 s    |

| \| Clasificación general \| Clasificación general \| Clasificación general \| Clasificación general \| Clasificación general \| \| Ciclista \| Ciclista \| Equipo \| Tiempo \| \| \| --------------------- \| --------------------- \| ---------------------------------- \| --------------------- \| --------------------- \| \| 1.ª \| Annemiek van Vleuten \| Movistar Team \| 24 h 55 min 08 s \| \| \| 2.ª \| Marta Cavalli \| FDJ-Nouvelle Aquitaine-Futuroscope \| + 1 min 52 s \| \| \| 3.ª \| Mavi García \| UAE Team ADQ \| + 6 min 10 s \| \| \| 4.ª \| Elisa Longo Borghini \| Trek-Segafredo \| + 6 min 59 s \| \| \| 5.ª \| Niamh Fisher-Black \| SD Worx \| + 11 min 26 s \| \| \| 6.ª \| Cecilie Uttrup Ludwig \| FDJ-Nouvelle Aquitaine-Futuroscope \| + 12 min 28 s \| \| \| 7.ª \| Silvia Persico \| Valcar-Travel & Service \| + 13 min 22 s \| \| \| 8.ª \| Erica Magnaldi \| UAE Team ADQ \| + 15 min 27 s \| \| \| 9.ª \| Juliette Labous \| Team DSM \| + 15 min 49 s \| \| \| 10.ª \| Neve Bradbury \| Canyon-SRAM Racing \| + 17 min 43 s \| \| |                       |                                    |                  |
| |                       |                                    |                  |
| Fuente: ProCyclingStats |                       |                                    |                  |
| Clasificación general |                       |                                    |                  |
| Ciclista | Ciclista              | Equipo                             | Tiempo           |
| 1.ª | Annemiek van Vleuten  | Movistar Team                      | 24 h 55 min 08 s |
| 2.ª | Marta Cavalli         | FDJ-Nouvelle Aquitaine-Futuroscope | + 1 min 52 s     |
| 3.ª | Mavi García           | UAE Team ADQ                       | + 6 min 10 s     |
| 4.ª | Elisa Longo Borghini  | Trek-Segafredo                     | + 6 min 59 s     |
| 5.ª | Niamh Fisher-Black    | SD Worx                            | + 11 min 26 s    |
| 6.ª | Cecilie Uttrup Ludwig | FDJ-Nouvelle Aquitaine-Futuroscope | + 12 min 28 s    |
| 7.ª | Silvia Persico        | Valcar-Travel & Service            | + 13 min 22 s    |
| 8.ª | Erica Magnaldi        | UAE Team ADQ                       | + 15 min 27 s    |
| 9.ª | Juliette Labous       | Team DSM                           | + 15 min 49 s    |
| 10.ª | Neve Bradbury         | Canyon-SRAM Racing                 | + 17 min 43 s    |

### 10.ª etapa
| Abano Terme - Padua | etapa escarpada | (90,5 km) |

| \| Clasificación de la etapa \| Clasificación de la etapa \| Clasificación de la etapa \| Clasificación de la etapa \| Clasificación de la etapa \| \| Ciclista \| Ciclista \| Equipo \| Tiempo \| \| \| ------------------------- \| ------------------------- \| ---------------------------------- \| ------------------------- \| ------------------------- \| \| 1.ª \| Chiara Consonni \| Valcar-Travel & Service \| 2 h 12 min 04 s \| \| \| 2.ª \| Rachele Barbieri \| Liv Racing Xstra \| + 0 s \| \| \| 3.ª \| Emma Norsgaard \| Movistar Team \| + 0 s \| \| \| 4.ª \| Elisa Balsamo \| Trek-Segafredo \| + 0 s \| \| \| 5.ª \| Sofia Bertizzolo \| UAE Team ADQ \| + 0 s \| \| \| 6.ª \| Karlijn Swinkels \| Team Jumbo-Visma \| + 0 s \| \| \| 7.ª \| Clara Copponi \| FDJ-Nouvelle Aquitaine-Futuroscope \| + 0 s \| \| \| 8.ª \| Lotte Kopecky \| SD Worx \| + 0 s \| \| \| 9.ª \| Martina Fidanza \| Ceratizit-WNT Pro Cycling \| + 0 s \| \| \| 10.ª \| Teniel Campbell \| Team BikeExchange-Jayco \| + 0 s \| \| |                  |                                    |                 |
| |                  |                                    |                 |
| Fuente: ProCyclingStats |                  |                                    |                 |
| Clasificación de la etapa |                  |                                    |                 |
| Ciclista | Ciclista         | Equipo                             | Tiempo          |
| 1.ª | Chiara Consonni  | Valcar-Travel & Service            | 2 h 12 min 04 s |
| 2.ª | Rachele Barbieri | Liv Racing Xstra                   | + 0 s           |
| 3.ª | Emma Norsgaard   | Movistar Team                      | + 0 s           |
| 4.ª | Elisa Balsamo    | Trek-Segafredo                     | + 0 s           |
| 5.ª | Sofia Bertizzolo | UAE Team ADQ                       | + 0 s           |
| 6.ª | Karlijn Swinkels | Team Jumbo-Visma                   | + 0 s           |
| 7.ª | Clara Copponi    | FDJ-Nouvelle Aquitaine-Futuroscope | + 0 s           |
| 8.ª | Lotte Kopecky    | SD Worx                            | + 0 s           |
| 9.ª | Martina Fidanza  | Ceratizit-WNT Pro Cycling          | + 0 s           |
| 10.ª | Teniel Campbell  | Team BikeExchange-Jayco            | + 0 s           |

## Clasificaciones finales
Las clasificaciones finalizaron de la siguiente forma:

### Clasificación general(Maglia Rosa)
| \| Clasificación general \| Clasificación general \| Clasificación general \| Clasificación general \| Clasificación general \| \| Ciclista \| Ciclista \| Equipo \| Tiempo \| \| \| --------------------- \| --------------------- \| ---------------------------------- \| --------------------- \| --------------------- \| \| 1.ª \| Annemiek van Vleuten \| Movistar Team \| 27 h 07 min 26 s \| \| \| 2.ª \| Marta Cavalli \| FDJ-Nouvelle Aquitaine-Futuroscope \| + 1 min 52 s \| \| \| 3.ª \| Mavi García \| UAE Team ADQ \| + 5 min 56 s \| \| \| 4.ª \| Elisa Longo Borghini \| Trek-Segafredo \| + 6 min 45 s \| \| \| 5.ª \| Niamh Fisher-Black \| SD Worx \| + 11 min 12 s \| \| \| 6.ª \| Cecilie Uttrup Ludwig \| FDJ-Nouvelle Aquitaine-Futuroscope \| + 12 min 14 s \| \| \| 7.ª \| Silvia Persico \| Valcar-Travel & Service \| + 13 min 08 s \| \| \| 8.ª \| Erica Magnaldi \| UAE Team ADQ \| + 15 min 13 s \| \| \| 9.ª \| Juliette Labous \| Team DSM \| + 15 min 49 s \| \| \| 10.ª \| Neve Bradbury \| Canyon-SRAM Racing \| + 17 min 29 s \| \| |                       |                                    |                  |
| |                       |                                    |                  |
| Fuente: ProCyclingStats |                       |                                    |                  |
| Clasificación general |                       |                                    |                  |
| Ciclista | Ciclista              | Equipo                             | Tiempo           |
| 1.ª | Annemiek van Vleuten  | Movistar Team                      | 27 h 07 min 26 s |
| 2.ª | Marta Cavalli         | FDJ-Nouvelle Aquitaine-Futuroscope | + 1 min 52 s     |
| 3.ª | Mavi García           | UAE Team ADQ                       | + 5 min 56 s     |
| 4.ª | Elisa Longo Borghini  | Trek-Segafredo                     | + 6 min 45 s     |
| 5.ª | Niamh Fisher-Black    | SD Worx                            | + 11 min 12 s    |
| 6.ª | Cecilie Uttrup Ludwig | FDJ-Nouvelle Aquitaine-Futuroscope | + 12 min 14 s    |
| 7.ª | Silvia Persico        | Valcar-Travel & Service            | + 13 min 08 s    |
| 8.ª | Erica Magnaldi        | UAE Team ADQ                       | + 15 min 13 s    |
| 9.ª | Juliette Labous       | Team DSM                           | + 15 min 49 s    |
| 10.ª | Neve Bradbury         | Canyon-SRAM Racing                 | + 17 min 29 s    |

### Clasificación por puntos(Maglia Ciclamino)
| Clasificación por puntos | Clasificación por puntos | Clasificación por puntos           | Clasificación por puntos | Clasificación por puntos |
| Ciclista                 | Ciclista                 | Equipo                             | Puntos                   |                          |
| ------------------------ | ------------------------ | ---------------------------------- | ------------------------ | ------------------------ |
| 1.ª                      | Annemiek van Vleuten     | Movistar Team                      | 60 pts                   |                          |
| 2.ª                      | Elisa Balsamo            | Trek-Segafredo                     | 58 pts                   |                          |
| 3.ª                      | Kristen Faulkner         | Team BikeExchange-Jayco            | 46 pts                   |                          |
| 4.ª                      | Marta Cavalli            | FDJ-Nouvelle Aquitaine-Futuroscope | 46 pts                   |                          |
| 5.ª                      | Elisa Longo Borghini     | Trek-Segafredo                     | 39 pts                   |                          |
| 6.ª                      | Lotte Kopecky            | SD Worx                            | 36 pts                   |                          |
| 7.ª                      | Charlotte Kool           | Team DSM                           | 34 pts                   |                          |
| 8.ª                      | Mavi García              | UAE Team ADQ                       | 32 pts                   |                          |
| 9.ª                      | Chiara Consonni          | Valcar-Travel & Service            | 30 pts                   |                          |
| 10.ª                     | Rachele Barbieri         | Liv Racing Xstra                   | 29 pts                   |                          |

### Clasificación de la montaña(Maglia Verde)
| Clasificación de la montaña | Clasificación de la montaña | Clasificación de la montaña        | Clasificación de la montaña | Clasificación de la montaña |
| Ciclista                    | Ciclista                    | Equipo                             | Puntos                      |                             |
| --------------------------- | --------------------------- | ---------------------------------- | --------------------------- | --------------------------- |
| 1.ª                         | Kristen Faulkner            | Team BikeExchange-Jayco            | 56 pts                      |                             |
| 2.ª                         | Elise Chabbey               | Canyon-SRAM Racing                 | 46 pts                      |                             |
| 3.ª                         | Annemiek van Vleuten        | Movistar Team                      | 43 pts                      |                             |
| 4.ª                         | Marta Cavalli               | FDJ-Nouvelle Aquitaine-Futuroscope | 33 pts                      |                             |
| 5.ª                         | Mavi García                 | UAE Team ADQ                       | 30 pts                      |                             |
| 6.ª                         | Gaia Realini                | Isolmant-Premac-Vittoria           | 29 pts                      |                             |
| 7.ª                         | Elisa Longo Borghini        | Trek-Segafredo                     | 25 pts                      |                             |
| 8.ª                         | Juliette Labous             | Team DSM                           | 15 pts                      |                             |
| 9.ª                         | Évita Muzic                 | FDJ-Nouvelle Aquitaine-Futuroscope | 15 pts                      |                             |
| 10.ª                        | Cecilie Uttrup Ludwig       | FDJ-Nouvelle Aquitaine-Futuroscope | 13 pts                      |                             |

### Clasificación de las jóvenes(Maglia Bianca)
| Clasificación del mejor joven | Clasificación del mejor joven | Clasificación del mejor joven | Clasificación del mejor joven | Clasificación del mejor joven |
| Ciclista                      | Ciclista                      | Equipo                        | Tiempo                        |                               |
| ----------------------------- | ----------------------------- | ----------------------------- | ----------------------------- | ----------------------------- |
| 1.ª                           | Niamh Fisher-Black            | SD Worx                       | 27 h 18 min 38 s              |                               |
| 2.ª                           | Neve Bradbury                 | Canyon-SRAM Racing            | + 6 min 17 s                  |                               |
| 3.ª                           | Gaia Realini                  | Isolmant-Premac-Vittoria      | + 12 min 26 s                 |                               |
| 4.ª                           | Petra Stiasny                 | Roland Cogeas-Edelweiss Squad | + 33 min 05 s                 |                               |
| 5.ª                           | Magdeleine Vallieres          | EF Education-TIBCO-SVB        | + 1 h 05 min 02 s             |                               |
| 6.ª                           | Alice Palazzi                 | Top Girls Fassa Bortolo       | + 1 h 07 min 12 s             |                               |
| 7.ª                           | Angela Oro                    | Team Mendelspeck              | + 1 h 10 min 32 s             |                               |
| 8.ª                           | Cristina Tonetti              | Top Girls Fassa Bortolo       | + 1 h 10 min 34 s             |                               |
| 9.ª                           | Kata Blanka Vas               | SD Worx                       | + 1 h 15 min 55 s             |                               |
| 10.ª                          | Olivia Onesti                 | Cofidis                       | + 1 h 19 min 35 s             |                               |

### Clasificación por equipos
| Clasificación por equipos | Clasificación por equipos          | Clasificación por equipos | Clasificación por equipos |
| Equipo                    | Equipo                             | Tiempo                    |                           |
| ------------------------- | ---------------------------------- | ------------------------- | ------------------------- |
| 1.º                       | FDJ Nouvelle Aquitaine Futuroscope | 81 h 55 min 26 s          |                           |
| 2.º                       | Canyon-SRAM Racing                 | + 32 min 54 s             |                           |
| 3.º                       | Trek-Segafredo                     | + 46 min 18 s             |                           |
| 4.º                       | UAE Team ADQ                       | + 56 min 09 s             |                           |
| 5.º                       | Movistar Team                      | + 1 h 34 min 01 s         |                           |
| 6.º                       | Team BikeExchange-Jayco            | + 1 h 46 min 31 s         |                           |
| 7.º                       | EF Education-TIBCO-SVB             | + 1 h 49 min 37 s         |                           |
| 8.º                       | Valcar-Travel & Service            | + 1 h 59 min 48 s         |                           |
| 9.º                       | SD Worx                            | + 2 h 01 min 32 s         |                           |
| 10.º                      | Top Girls Fassa Bortolo            | + 2 h 11 min 21 s         |                           |

## Evolución de las clasificaciones
| Etapa                   |                         | Ganador _            | Clasificación general | Puntos               | Montaña          | Jóvenes            | Equipo _                           | Mejor nacional |
| ----------------------- | ----------------------- | -------------------- | --------------------- | -------------------- | ---------------- | ------------------ | ---------------------------------- | -------------- |
| 1.ª etapa               | contrarreloj individual | Kristen Faulkner     | Kristen Faulkner      | Kristen Faulkner     | Elisa Balsamo    | Kata Blanka Vas    | Trek-Segafredo                     | Elisa Balsamo  |
| 2.ª etapa               | etapa llana             | Elisa Balsamo        | Elisa Balsamo         | Elisa Balsamo        | Franziska Brauße | Marta Jaskulska    | Trek-Segafredo                     | Elisa Balsamo  |
| 3.ª etapa               | etapa llana             | Marianne Vos         | Elisa Balsamo         | Elisa Balsamo        | Franziska Brauße | Franziska Koch     | Trek-Segafredo                     | Elisa Balsamo  |
| 4.ª etapa               | etapa escarpada         | Annemiek van Vleuten | Annemiek van Vleuten  | Elisa Balsamo        | Mavi García      | Niamh Fisher-Black | FDJ Nouvelle Aquitaine Futuroscope | Marta Cavalli  |
| 5.ª etapa               | etapa llana             | Elisa Balsamo        | Annemiek van Vleuten  | Elisa Balsamo        | Mavi García      | Niamh Fisher-Black | FDJ Nouvelle Aquitaine Futuroscope | Marta Cavalli  |
| 6.ª etapa               | etapa escarpada         | Marianne Vos         | Annemiek van Vleuten  | Marianne Vos         | Elise Chabbey    | Niamh Fisher-Black | FDJ Nouvelle Aquitaine Futuroscope | Marta Cavalli  |
| 7.ª etapa               | etapa de montaña        | Juliette Labous      | Annemiek van Vleuten  | Elisa Balsamo        | Elise Chabbey    | Niamh Fisher-Black | FDJ Nouvelle Aquitaine Futuroscope | Marta Cavalli  |
| 8.ª etapa               | etapa de montaña        | Annemiek van Vleuten | Annemiek van Vleuten  | Annemiek van Vleuten | Elise Chabbey    | Niamh Fisher-Black | FDJ-Nouvelle Aquitaine-Futuroscope | Marta Cavalli  |
| 9.ª etapa               | etapa de montaña        | Kristen Faulkner     | Annemiek van Vleuten  | Annemiek van Vleuten | Kristen Faulkner | Niamh Fisher-Black | FDJ-Nouvelle Aquitaine-Futuroscope | Marta Cavalli  |
| 10.ª etapa              | etapa escarpada         | Chiara Consonni      | Annemiek van Vleuten  | Annemiek van Vleuten | Kristen Faulkner | Niamh Fisher-Black | FDJ Nouvelle Aquitaine Futuroscope | Marta Cavalli  |
| Clasificaciones finales | Clasificaciones finales |                      | Annemiek van Vleuten  | Annemiek van Vleuten | Kristen Faulkner | Niamh Fisher-Black | FDJ Nouvelle Aquitaine Futuroscope | Marta Cavalli  |

Nota: Mejor nacional, hace alusión a la mejor ciclista italiana de la prueba

## UCI World Ranking
El Giro de Italia Femenino otorgó puntos para el UCI World Ranking Femenino y el UCI WorldTour Femenino para corredoras de los equipos en las categorías UCI WorldTeam Femenino y Continental Femenino. Las siguientes tablas muestran el baremo de puntuación y las 10 corredoras que obtuvieron más puntos:
| Posición              | 1.ª | 2.ª | 3.ª | 4.ª | 5.ª | 6.ª | 7.ª | 8.ª | 9.ª | 10.ª | 11.ª | 12.ª | 13.ª | 14.ª | 15.ª | 16.ª-20.ª | 21.ª-30.ª | 31.ª-40.ª |
| Clasificación general | 400 | 320 | 260 | 220 | 180 | 140 | 120 | 100 | 80  | 68   | 56   | 48   | 40   | 32   | 28   | 24        | 16        | 8         |
| Por etapa             | 50  | 40  | 30  | 25  | 20  | 18  | 15  | 10  | 8   | 6    |      |      |      |      |      |           |           |           |
| Líder                 | 8   |     |     |     |     |     |     |     |     |      |      |      |      |      |      |           |           |           |

| Clasificación |                       |                                    |         |       |       |       |
| Posición      | Ciclista              | Equipo                             | General | Etapa | Líder | Total |
| ------------- | --------------------- | ---------------------------------- | ------- | ----- | ----- | ----- |
| 1.ª           | Annemiek van Vleuten  | Movistar Team                      | 400     | 201   | 48    | 649   |
| 2.ª           | Marta Cavalli         | FDJ Nouvelle Aquitaine Futuroscope | 320     | 150   | -     | 470   |
| 3.ª           | Mavi García           | UAE Team ADQ                       | 260     | 106   | -     | 366   |
| 4.ª           | Elisa Longo Borghini  | Trek-Segafredo                     | 220     | 126   | -     | 346   |
| 5.ª           | Niamh Fisher-Black    | Team SD Worx                       | 180     | 62    | -     | 242   |
| 6.ª           | Kristen Faulkner      | Team BikeExchange-Jayco            | 56      | 150   | 8     | 214   |
| 7.ª           | Silvia Persico        | Valcar-Travel & Service            | 120     | 82    | -     | 202   |
| 8.ª           | Elisa Balsamo         | Trek-Segafredo                     | -       | 185   | 16    | 201   |
| 9.ª           | Marianne Vos          | Jumbo-Visma                        | -       | 170   | -     | 170   |
| 10.ª          | Cecilie Uttrup Ludwig | FDJ Nouvelle Aquitaine Futuroscope | 140     | 24    | -     | 164   |